# رستگاران
رستگاران (سوئدی: De två saliga) فیلمی به کارگردانی اینگمار برگمان است که در سال ۱۹۸۶ منتشر شد. از بازیگران آن می‌توان به هاریت آندرشون و مارگرت ویورس اشاره کرد. پس از آستانه زندگی و چشمه باکره این سومین فیلم برگمان به نویسندگی ایساکسون بود. رستگاران توسط تلویزیون سوئد تهیه شد و نمایش نخست آن در اس‌تی‌وی۲ در ۱۹ فوریه ۱۹۸۶ بود.